# Dicuil
Dicuil est un moine et géographe irlandais, né vers 755, décédé après 825. On suppose qu'il appartenait à l'un des monastères irlandais du royaume des Francs (Luxeuil ?). Il a écrit en 814 un ouvrage d’astronomie, et en 825 un traité de géographie.

## Œuvres
L’ouvrage d’astronomie est un traité de comput, en prose et en vers, conservé dans un manuscrit (Ms. 404) du monastère de Saint-Amand.
Son traité de géographie De mensura orbis terrae, terminé en 825, présente, tour à tour, l'Europe, l’Asie, l’Afrique, l'Égypte et l'Éthiopie, des dimensions du monde, les cinq grands fleuves, certaines îles, les dimensions de la mer Tyrrhénienne, et les six montagnes.
Il utilise une enquête sur le monde, Mensuratio orbis, commandée par Théodose, qu’il complète par des éléments puisés chez Pline l’Ancien, Orose, Solinus, Priscien, Isidore de Séville, etc.
Dicuil rapporte par ailleurs quelques récits recueillis auprès de moines voyageurs : 
- Il décrit le voyage d’ermites irlandais qui séjournèrent six mois en Islande, en 795, et découvrirent la banquise et le jour perpétuel, puis se rendirent ensuite aux îles Féroé.
- Il narre le voyage d’un frère irlandais nommé Fidélis qui, vers 762, sur le chemin de Jérusalem, passa à proximité des « Granges de Joseph » (les Pyramides de Gizeh) et navigua, sur le canal d'eau douce reliant le Nil à la mer Rouge, canal qui fut comblé en 767.
- Il décrit le voyage de l'éléphant envoyé comme présent par Harun al-Rashid à Charlemagne en 801.

Bien que ce soit pour l’essentiel une œuvre de compilation, ce travail n'est pas sans valeur. Dicuil est notre seule source d’informations sur les enquêtes menées sous Théodose ; ses citations, généralement exactes, sont utiles pour la critique textuelle des auteurs mentionnés, d'un grand intérêt, de même, les quelques relations qu’il a obtenues de voyageurs de son temps.

## Éditions
- Liber de astronomia (814-818)
- Le traité De mensura Orbis terrae a été publié par Walckenaër, Paris, 1807 (texte seul), et par Letronne en 1814, avec de savants commentaires.
- Édition de référence, par James Tierney et Ludwig Bieler : Dicuil (James J. Tierney, Ludwig Bieler (eds.)), Dicuili Liber de mensura orbis terrae, Dublin, Dublin institute for advanced studies, coll. « Scriptores latini hiberniae, 6 », 1967